# Барт Симпсон
Бартоломью Джо-Джо «Барт» Симпсон (англ. Bartholomew Jo-Jo «Bart» Simpson) — герой мультипликационного сериала «Симпсоны». Наряду с Гомером, один из наиболее известных персонажей шоу. В списке пятидесяти лучших мультипликационных героев в истории по версии журнала TV Guide занимает 11-ю строчку совместно со своей сестрой Лизой.
Барт впервые появился на экране 19 апреля 1987 года в короткометражной серии «Good Night».
Получил своё второе имя в честь своего двоюродного деда и дяди Мардж.

## История появления персонажа
Мэтт Грейнинг придумал этому персонажу имя, взяв анаграмму слова «brat» (с англ. — «невоспитанный ребёнок»). Так как остальные члены семьи названы в честь близких Грейнинга, бытует мнение, что прообразом Барта послужил он сам. Сам мультипликатор этого не признал: он говорил, что многое в характере Барта позаимствовано у его старшего брата Марка, а черты его самого представлены только частично.
Также Грейнинг заявил, что его очень вдохновила премьера телесериала «Деннис-мучитель», главный герой которого очень разочаровал Мэтта. Тогда он решил создать героя, который был бы настоящим хулиганом.

## Биография

### Рождение
Согласно «Книге Барта», написанной Грейнингом, — родился Барт Симпсон в День дурака, 1 апреля 1980, 1981, либо 1982 года. Согласно 6 серии 26 сезона — Барт родился 23 февраля 1985 года.
Согласно 3 серии 10 сезона, его роды заняли 53 часа. О его рождении подробно рассказывается в серии «I Married Marge». Гомер и Мардж долго выбирали сыну имя: Мардж предлагала варианты Лэрри, Луи, Боб, Люк и Маркус, но к каждому имени, кроме «Барт» («Барт, старт… Хм, ничего плохого!»), Гомер смог придумать обидную рифму. Его хулиганская сущность проявилась ещё до появления на свет: когда Доктор Хибберт проводил ультразвуковое исследование, Барт отворачивался и не давал себя рассмотреть, демонстрируя, таким образом, свой тыл, что весьма разочаровало доктора. Сразу после рождения он выхватил зажигалку Гомера и поджёг его галстук.
Позже история рождения Барта была разыграна ещё 2 раза: когда вторично вернулась мать Гомера Мона («My Mother the Carjacker»), Барта, обвязанного верёвкой, спрятали под покрывалом, и Мардж делала вид, что рожает. В серии «Large Marge» Гомер на себе показывал этот процесс для Куки Кван и Линдси Нейгл.
Другая история рождения Барта рассказана в серии «Treehouse of Horror VII». По этой версии, у Барта был сиамский близнец Хуго, отделённый от брата вскоре после рождения, которого Симпсоны держали на чердаке втайне от детей и кормили только рыбьими головами. Поскольку серия является Хэллоуинским спецвыпуском, то, по канонам сериала, события, происходящие в ней, нельзя считать правдивыми.
Как следует из эпизода «Double, Double, Boy in Trouble», Барт родился хулиганом из-за того, что Мардж в период беременности случайно проглотила каплю алкоголя, отлетевшую от бутылки шампанского, которую мэр Куимби разбил на церемонии спуска на воду судна (в тот момент, когда капля шампанского попала на эмбрион Барта, у него прорезалась характерная причёска «бобриком», а за кадром зловеще прозвучали слова «Ай, карамба!»). По другой версии, озвученной в эпизоде «Natural Born Kissers», на характер и умственные способности Барта повлияло то, что Гомер во время зачатия находился в состоянии алкогольного опьянения. По третьей версии виновата песня группы «Kiss», которую включил Гомер, когда Мардж была беременна Бартом.

### Раннее детство
Ещё будучи совсем маленьким мальчиком, Барт доставлял массу проблем родителям. Его можно увидеть в возрасте двух лет в эпизоде «Lisa's First Word» и пяти лет в серии «Lisa's Sax». В этих сериях можно увидеть, что большинство его проблем происходят из-за желания выразить себя, быть лидером. Поэтому он переживает, когда кто-то подавляет его или угрожает его исключительности.

### Значимые события в жизни
- Барт дважды получал водительские права: первый раз в серии «Bart on the Road», второй раз — в 12 серии 18 сезона «Little Big Girl» за тушение пожара.
- Подделал результаты теста на одарённость и был отправлен в специальную школу в серии из первого сезона «Bart the Genius».
- В эпизоде первого сезона «Bart the General» стал главой движения против Нельсона Манца, школьного хулигана.
- Стремясь «быть крутым», отпилил голову статуе Джебедаи Спрингфилда, основателя города в серии «The Telltale Head».
- Разоблачил Сайдшоу Боба, когда тот под видом Красти, желая его подставить, ограбил магазин в серии «Krusty Gets Busted».
- В серии «Bart Gets an F» помог Мартину Принсу стать популярнее и получать удовольствие от жизни, а сам сумел избежать оставления на второй год из-за теста по истории.
- Стал примером для всего города в серии «Bart's Inner Child».
- Был сбит машиной мистера Бёрнса в серии «Bart Gets Hit by a Car».
- Упал в колодец в серии «Radio Bart».
- Напился на День Святого Патрика в серии «Homer vs. The Eighteenth Amendment». Также страдал алкоголизмом в полнометражном мультфильме «Симпсоны в кино».
- Перенёс сердечный приступ в серии «The Heartbroke Kid» из-за ожирения.
- В серии «Brother’s Little Helper» ему был поставлен диагноз СДВГ (синдром дефицита внимания/гиперактивности). Это довольно распространённое в США детское психическое расстройство. Интересно, что такой же диагноз поставили по причине некомпетентности и глупости доктора умственно неполноценному ребёнку, герою мультсериала South Park, Тимми.
- Был похищен пришельцами (игра «The Simpsons Hit & Run»).
- В серии первого сезона «The Crepes of Wrath» поехал во Францию по программе ученического обмена, где работал на виноградниках, выучил французский язык и сдал полиции двух преступников, которые подделывали вино.
- Спас от смерти (от Сайдшоу Боба) свою тётю Сельму в серии «Black Widower».
- Случайно стал бойскаутом в серии «Boy-Scoutz N the Hood».
- Вёл романтическую переписку с Эдной Крабаппл.
- Прославился в шоу клоуна Красти с фразой «Я нечаянно!» (серия «Bart Gets Famous»).
- Помог оправдать Фредди Куимби, племянника мэра Куимби в серии «The Boy Who Knew Too Much».
- Открыл комету в серии «Bart's Comet» и был принят в члены школьного общества умников «Супердрузья», в котором получил прозвище «Космос».
- Работал в увеселительном доме в серии «Bart After Dark», где однажды даже заменил комика.
- В серии «Bart the Mother» убил птицу, после чего сам вывел из яиц 2 ящериц-птицеедов и в дальнейшем был награждён за вклад в избавление Спрингфилда от голубей.
- Случайно разоблачил налоговые махинации клоуна Красти в серии «Bart the Fink».
- Был приговорён к шести месяцам заключения в колонии для несовершеннолетних за мошенничество: созвал гостей на свою фальшивую свадьбу с придуманной невестой Кики Морой, запер их и собирался вернуть в магазин свадебные подарки, чтобы получить деньги (серия «The Wandering Juvie»).
- Причинил ущерб школе, вызвав выброс пара из труб, за что был послан в исправительный лагерь в Орегоне (серия «We’re on the Road to D’ohwhere»).
- Стал причиной серьёзной ссоры родителей, чуть было не приведшей к разводу, подкинув бюстгальтер Мардж в дом Ван Хутенов. («Milhouse of Sand and Fog»).
- Был похищен одинокой обезьяной Ту-ту («Bart Has Two Mommies»).
- Стал знаменитым ударником в серии «Jazzy and the Pussycats».
- Записался добровольцем в армию, но Гомер отслужил вместо него («G.I. (Annoyed Grunt)»).
- В серии «The Father, the Son and the Holy Guest Star» учился в католической школе.
- В серии «Barting Over» снимался в рекламе пластыря-освежителя дыхания для детей (в раннем детстве); в той же серии, сославшись на то, что Гомер потратил его гонорар ради своих интересов, добился эмансипации (права жить отдельно) в суде, при этом получая половину зарплаты Гомера.
- В эпизоде «Round Springfield» Барту вырезают аппендикс, а шрам, оставленный после операции, был расположен не с правой стороны (как обычно), а с левой.
- Стал приёмным ребёнком мистера Бёрнса в серии «Burns' Heir».
- В одной из серий показывается сцена, как Барт похищает копилку Гомера (банку с кучей монеток), обходит все ловушки и уходит с добычей. Сцена напоминает сцену из фильма «Индиана Джонс».
- 11-летний Барт дважды чуть не женился: на 15-летней Дарси («Little Big Girl») и на Мэри Спаклер, дочери Клетуса Спаклера («Apocalypse Cow»).
- В серии «Haw-Haw Land» открыл в себе талант химика.

### Будущее
- В серии «Свадьба Лизы» о Барте говорится, что он был женат дважды и собирается жениться в третий раз. Его работа — сносить здания. Сам он говорит, что «просто хочет выплеснуть всю свою агрессию, прежде чем поступить на юридический факультет» (ранее, в серии «Itchy & Scratchy: The Movie», было показано, что он стал председателем Верховного Суда США).
- В серии «Bart to the Future» он снимает жильё вместе с Ральфом Виггамом и вместе с ним играет в не имеющей успеха группе «Текиловые пересмешники».
- В серии «Future-Drama» Барт оканчивает школу. После выпускного вечера он делает предложение своей девушке Дженде. Чтобы получить её согласие, он собирается поехать учиться в Гарвард вместо Лизы, но затем отказывается от этой затеи и говорит, что будет ждать ту девушку, которая будет действительно любить его. Профессор Фринк, хозяин машины, показывающей будущее, говорит, что он доживет до 83 лет, найдёт свою любовь и через минуту умрёт.
- В серии «Flanders’ Ladder» показывается что Барт умрет в 80 лет вместо заказанного 83(в дубляже 81). Перед смертью он на фейерверке Скиннеру написал обидное слово, что тот умирает в сердечном приступе в 119 лет, при этом по ошибке включилось автоинвалидная коляска и переехала Барта, что и повлекло его смерть.
- Обещал сменить в будущем фамилию и имя на Джо Пендель (15 сезон, 5 эпизод).

## Личность
По характеру непоседлив, циничен, эгоистичен, в то же время наивен; иногда проявляет и хорошие стороны своей личности, как доброта, сочувствие. Барт — левша. Его интересы: катание на скейте, просмотр шоу клоуна Красти (особенно любит мультфильм «Щекотка и Царапка»), комиксы (особенно «Радиоактивный человек»), видеоигры, хулиганские выходки (главная жертва — директор Скиннер).
В некоторых эпизодах можно увидеть его граффити на стенах с изображением «Эль Барто» и соответствующим автографом. Под этим псевдонимом он был помещен на спрингфилдскую Стену Славы с вопросительным знаком вместо изображения. За все время сериала никто так не и догадался, что это был Барт (не считая директора Скиннера, которому он сам раскрыл эту тайну). Как ни удивительно, говорил, что любит решать алгебраические уравнения (серия «Special Edna»). Пытается казаться «крутым», чего бы ему это не стоило.
Барту присущи и некоторые слабости. Например, он страдает аллергией на морепродукты — его может даже стошнить от вида креветки. Как многие подростки, он стесняется своего полного имени Бартоломью и даже однажды делает за него выговор своим родителям (правда, это не мешает ему в других эпизодах с гордостью объявлять: «Перед вами Бартоломью Джо-Джо Симпсон!»). Также Барт весьма тщеславен, что позволяет другим (например, банде Джимбо Джонса, директору Скиннеру и даже иногда Лизе) манипулировать им в своих интересах.
Кумиром Барта является клоун Красти. Вся его комната увешана плакатами и уставлена сувенирами, изображающими этого персонажа. В тех эпизодах, когда с Красти что-то случается (например, он попадает в тюрьму или его шоу закрывают из-за проблем с законом), это служит для Барта источником сильной депрессии.
Гомер, за пакость, сделанную ему, душит своего сына со словами: «Ах ты маленький гадёныш!». Но, несмотря на всё, у них довольно тёплые отношения.

### Одежда
В повседневной жизни носит красную футболку, синие джинсовые шорты и кеды голубого цвета. Перед отходом ко сну надевает светло-зелёную пижаму. В церковь ходит в белой рубашке, синем пиджаке и шортах того же цвета. Для купания Барт носит зелёные плавки.

## Отношения с окружающими
Лучший друг — Милхаус Ван Хутен, находящийся под сильным влиянием Барта и даже в некотором подчинении у него. Были и обратные случаи, когда Барт находился в подчинении и зависимости от тихони Милхауса. В эпизоде «Bart Sells His Soul» Милхаус за 5 долларов выкупил душу Барта и фактически управлял бывшим хозяином души, так как Барт поверил, что у него вправду пропала душа, и пытался вернуть её любым способом.
Друзьями Барта на короткое время (обычно на одну серию) также становились: Ральф Виггам, Нельсон Манц, Лиза Симпсон (Milhouse Doesn’t Live Here Anymore) и директор Сеймур Скиннер.
Его антагонист и преследователь — Сайдшоу Боб, который, впрочем, уже привык к нему и не может на самом деле причинить Барту вред.
К многим девочкам относится так же, как к сестре (скептически).
Так же существует причина, по которой Гомер и Красти так похожи между собой. Изначально клоун не задумывался как самостоятельный персонаж, а был тайной сущностью Гомера. Это должно было показать Барту, что тот, кого он не уважает (Гомер) и очень любит (Красти), — один и тот же человек.

### Его подружки
- Неизвестная Сара — была упомянута в серии («Bart's Girlfriend»), когда Барт влюбился в Джессику Лавджой, сказал: «Зачем мне теперь Сара, длинная и худая?».
- Джессика Лавджой, дочь преподобного Лавджоя («Bart's Girlfriend»).
- Малолетняя преступница Джина Вендетти («The Wandering Juvie»).
- Грета Вулфкастл, дочь Райнера Вулфкастла («The Bart Wants What It Wants»).
- Безымянная брюнетка для летнего романа («The Monkey Suit»). Барт был сотым мальчиком, которого она поцеловала.
- Лора Пауэрс, дочь Рут Пауэрс («New Kid on the Block»).
- Дарси из Норт Хэвербрука, на которой Барт чуть было не женился («Little Big Girl»).
- Мэри Спаклер, дочь Клетуса, на которой он собирался жениться, чтобы спасти своего телёнка Лу («Apocalypse Cow»).
- Шерри Макльберри — одноклассница Барта (в действительности это не так, но некоторые (например, Гомер) принимали Шерри за девушку Барта).
- Дженни («The Good, the Sad and the Drugly») — Барт встретил её в доме престарелых, но она бросила его, узнав, что он хулиган.
- Никки, девочка из параллельного 4 класса. Она попеременно то любила, то ненавидела Барта без всякой на то причины («Stealing First Base»).

## Признание общественности
В 1990 году Барт был включён в список ста самых интригующих людей года по версии журнала «People». Единственным анимационным персонажем, удостоившимся такой же чести, была Джессика Рэббит, жена Кролика Роджера (фигуристая мультипликационная рыжеволосая красотка из полуанимационного фильма «Кто подставил кролика Роджера»). В 1998 году журнал Time включил Барта Симпсона в список ста самых влиятельных людей XX века под 46-м номером, причём он был единственным вымышленным персонажем в списке, чему есть много причин.
После запуска получасовых серий «Симпсонов» в 1989 году Барт очень быстро стал популярным. От ранее появлявшихся в фильмах и мультфильмах детей он отличался своей живостью, подлинностью, в то время как они обладали чересчур идеализированным характером и казались картонными. Подрастающее поколение США восприняло Барта как героя и пример для подражания, но взрослым он показался опасной и неподходящей ролевой моделью, поэтому во многих семьях детям запрещали смотреть мультфильм. Также была запрещена продажа товаров с изображением и цитатами Барта в некоторых школах и других общественных местах США.
Барт является общепризнанным символом бунтарства, неповиновения и противостояния авторитетам.

### Появления в других шоу
- Барт ненадолго появился на экране в серии «Мультипликационные войны, часть II» мультсериала «South Park», где, анимированный в стиле этого мультфильма, выяснял с Эриком Картманом, кто из них круче.
- Так же как и Гомер, Барт является второстепенным персонажем юмористического мультжурнала «SMG4». Появляется с эпизода «0% спагетти» (41-й выпуск, 2013 год).
- Был показан в одной из серий мультфильма «Приключения мультяшек», озвученный Нэнси Картрайт, однако его имя было специально видоизменено на Бларт Симплтон.
- Несколько раз появлялся в «Футураме»: в виде кукол в сериях «Mars University» и «A Big Piece of Garbage». Одна из кукол Барта произносит его знаменитую фразу: «Съешь мои шорты», и Бендер их действительно ест.
- Появился в расширенной версии клипа на песню Майкла Джексона «Black or White»: прыгал на диване под музыку, пока Гомер не пришёл и не выключил её.
- Фигурку Барта Симпсона можно увидеть как брелок на ключах в фильме «Основной инстинкт» на минуте 51:55.
- Фигурка Барта Симпсона появляется на капоте «Hummer» в фильме «Три короля».
- В клипе песни «Headlong» группы Queen гитарист Брайан Мэй носит футболку с изображением Барта (временной промежуток клипа, на котором в этом можно убедиться: 1:56—2:05).
- Появлялся вместе с семьёй в сериале «Робоцып» (1-й сезон, эпизод № 13 «Atta Toy», сегмент «The Pat O'Brien Treatment»).
- Появлялся в мультфильме «Царь горы» в роли куклы на полке Бобби.
- Был фигуркой Ромы в сериале Счастливы вместе.
- Был в мультфильме «Джек на все руки мастер», когда Джек и Бобби выбирали скейтера в одной из серий.
- Был изображён на ручке в клипе группы Sonic Youth «Titanium Expose».
- Присутствовал во второй серии второго сезона «Шоу Кливленда».